# Hønsehus
Et hønsehus er en bygning til høns. Det kan være alt fra et lille skur til større staldanlæg. Hønsehusene lå i det gamle landbrugssamfund ved en hønsegård, men kan i nyere storlandbrug ligge alene. Hos hobbyhønseavlere kan det være et selvbygget hønsehus, et fabriksfremstillet hønsehus eller en lille stald eller garage, som er ombygget til formålet. Indvendig kan der være redekasser til æglægningen og til rugehøns.
Hønsehuset beskytter hønsene mod vinterkulde og sne samt mod angreb fra mindre rovpattedyr. Huset er normalt udstyret med en luge og en hønsestige til hønsegården og et indhegnet udendørs område, hvor hønsene kan være de lyse timer og selv finde føde i jordbunden. Gulvene hønsehuset er ofte strøet med et løst materiale som halm eller træflis for at klare hønsegødningen. En korrekt ventilation af hønsehuset er afgørende for hønsenes sundhed og velvære. En del hønseejere installerer en automatisk åbne/lukke lem i deres hønsehus, der indstilles til automatisk at åbne om morgenen og lukke om aftenen, men det er nødvendigt med et dagligt tilsyn.
I nutiden kan et hønsehus også være en fabriksbygning med en specialiseret produktion af æg eller kyllinger. Fritgående høns findes nu kun i mindre landbrug, hvor æggene er til eget forbrug eller sælges som landæg eller som økologiske æg.
Loven siger, at en høne skal have mindst 0,075 m². En tommelfingerregel er 0,5 m² per høne i hønsehuset, dertil cirka 2-3 kvm per høne i hønsegården. Mange hønsebrugere har et lille separat hønsehus til nye høns, så de ikke sættes direkte ind i den etablerede flok.
Antallet af hønsehuse i byerne i de velhavende lande er steget. Denne vækst har ført til et behov for fabriksfremstillede hobbyhønsegårde. Flere byer har efterhånden regler, der regulerer hønsehold i baghaven. Det kan f.eks. være regler om forbud mod at have haner, og om at høner skal holdes mindst tyve meter væk fra boliger, skoler og kirker.
- Flytbart hønsehus og hønsegård
- Fabriksfremstillet hønsehus og hønsegård
- Et moderne hønsehus
- Et hjemmelavet hønsehus
- Et ældre rumænsk hønsehus
- Æg i et hønsehus
- En æglæggende eller rugende høne
- Et industrielt hønsehus